# Carex henryi
Carex henryi är en halvgräsart som först beskrevs av Charles Baron Clarke, och fick sitt nu gällande namn av Lun Kai Dai. Carex henryi ingår i släktet starrar, och familjen halvgräs. Inga underarter finns listade i Catalogue of Life.